# 김석중
김석중(생년 미상 ~ 2014년 6월)은 2013년 국군사이버사령부의 선거 개입 의혹에 대한 내부고발자이다.
김석중은 군무원으로서 사이버사 심리전단에서 합성사진과 동영상을 만드는 작업을 담당했다. 정부에 비판적인 야당 정치인이나 문화·예술계 인사들을 겨냥한 내용이었던 것으로 추정된다. 2013년 선거 개입 의혹이 제기되고 국방부가 수사에 착수하자 사이버사 심리전단 요원들은 컴퓨터 하드디스크를 삭제하는 등 증거인멸에 나섰으나 당시 외부에서 교육을 받던 김석중 컴퓨터에는 청와대 보고 사항 등 민감한 내용이 고스란히 남아 있었다. 김석중은 이 자료를 국방부 조사본부에 제출했으나 국방부는 “대선 개입 관련 군내·외 지시를 발견하지 못했다”고 발표했다. 그 뒤 김씨는 사이버사의 대선 개입 사건의 정치권 제보자로 몰려 정보 업무와 관련 없는 국군 대구병원으로 전출됐다. 이어 보름여 만인 2014년 6월 보행 중 교통사고로 숨졌다. 김기현 전 사이버사 심리전단 총괄계획과장은 언론 인터뷰에서 “김씨가 대구병원으로 전출 가면서 ‘내가 적절한 시기에 양심선언을 할 겁니다’ 그랬는데 그 말 하고 나서 15일쯤 후에 죽은 것 같다”고 말했다.

## 사후 논란
김진표 더불어민주당 의원은 12일 국회 국방위 국정감사에서 "김석중씨는 보고 후 내부고발자로 몰려 정보업무와 무관한 국군대구병원에 전출된 후 보행 중 교통사고로 사망했다"며 "이것도 철저히 조사해야한다"고 지적했다. 김 의원이 "(2013년 당시 조사와) 2017년의 조사결과 자료를 보면 내용이 정반대"라면서 "당시 백낙종 국방부 조사본부장이 혼자 의혹을 은폐하고 축소할 수 있는가, 김관진 전 국방장관을 철저히 조사할 용의가 있는가"라고 물었고, 이에 송영무 국박장관은 "제 지시는 지위고하를 막론하고 수사범위 제한은 전혀 두고 있지 않다"며 김관진 전 장관 수사 방침을 밝혔다. 같은당 서영교 의원도 "국정원도 사이버 문제가 있자 (국정원) 임 모 과장도 사망했고, 군 사이버 문제가 있자 김석중씨가 교통사고로 사망했다. 연관성 있는 것이 아닐까"라며 "이 부분을 철저히 억울한 죽음이 없게 당시 양심선언하며 한국을 살리려하다 죽어간 사람들이 구천을 떠돌지 않게 군이, 정부가 철저히 파헤치고 엄벌해야한다"고 당부했고, 송 장관은 이에 "군 사이버사를 완전히 다 개편하겠다"고 답했다.